# Drosera erythrorhiza
Drosera erythrorhiza este o specie de plante carnivore din genul Drosera, familia Droseraceae, ordinul Caryophyllales, descrisă de John Lindley.
Este endemică în:
- Ashmore-Cartier Is..
- Western Australia.

## Subspecii
Această specie cuprinde următoarele subspecii:
- D. e. collina
- D. e. erythrorhiza
- D. e. magna
- D. e. squamosa

## Galerie

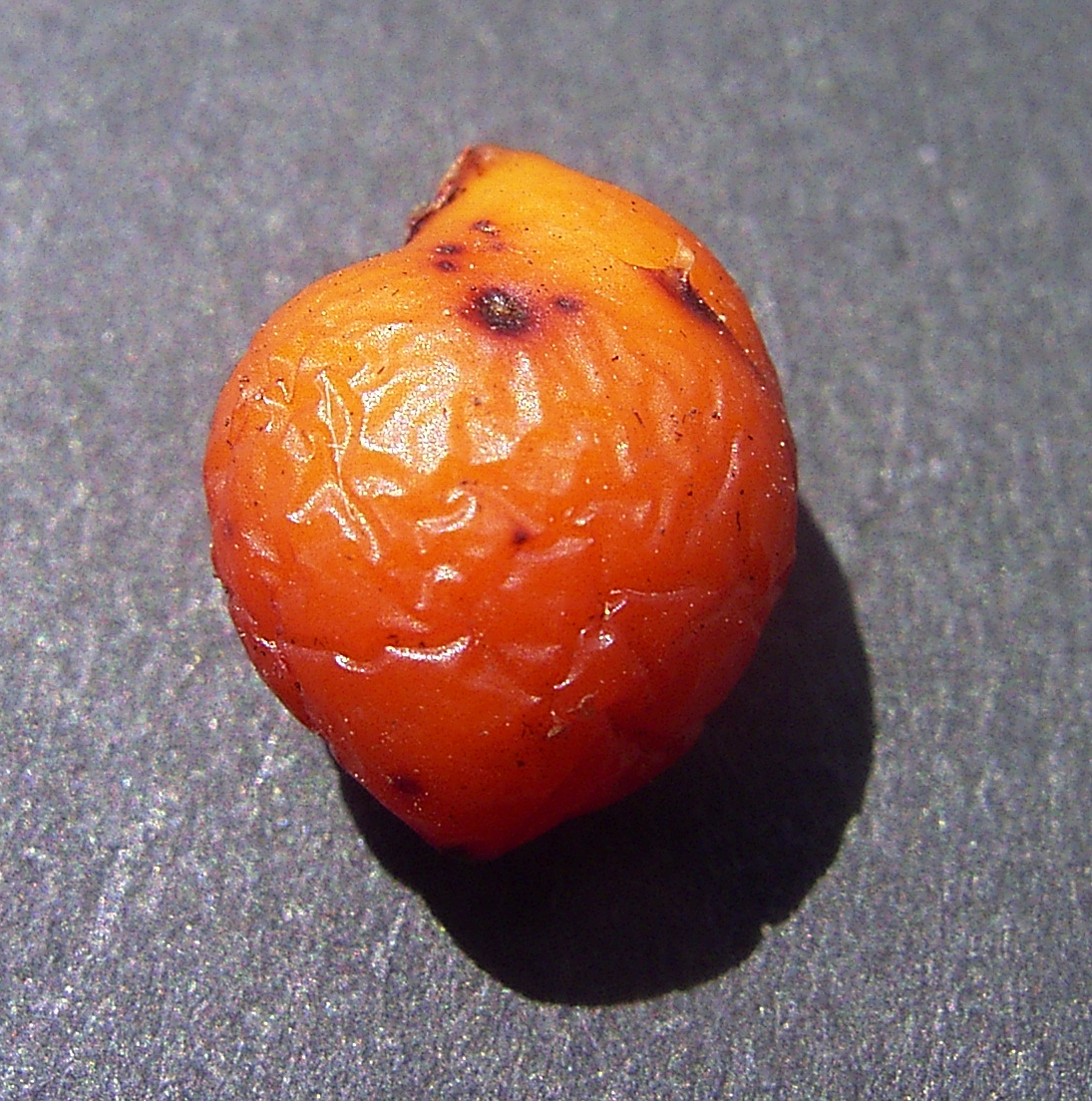
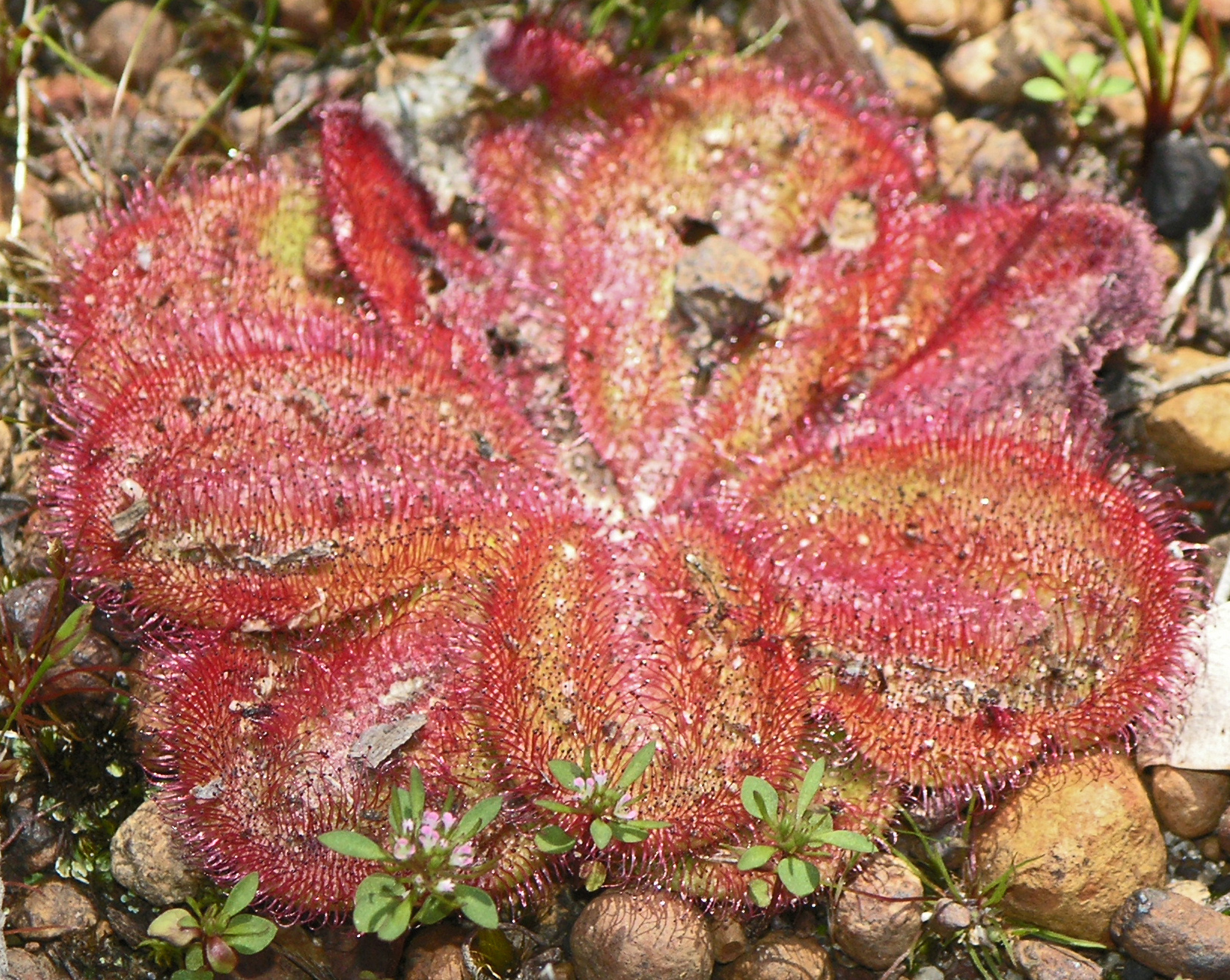
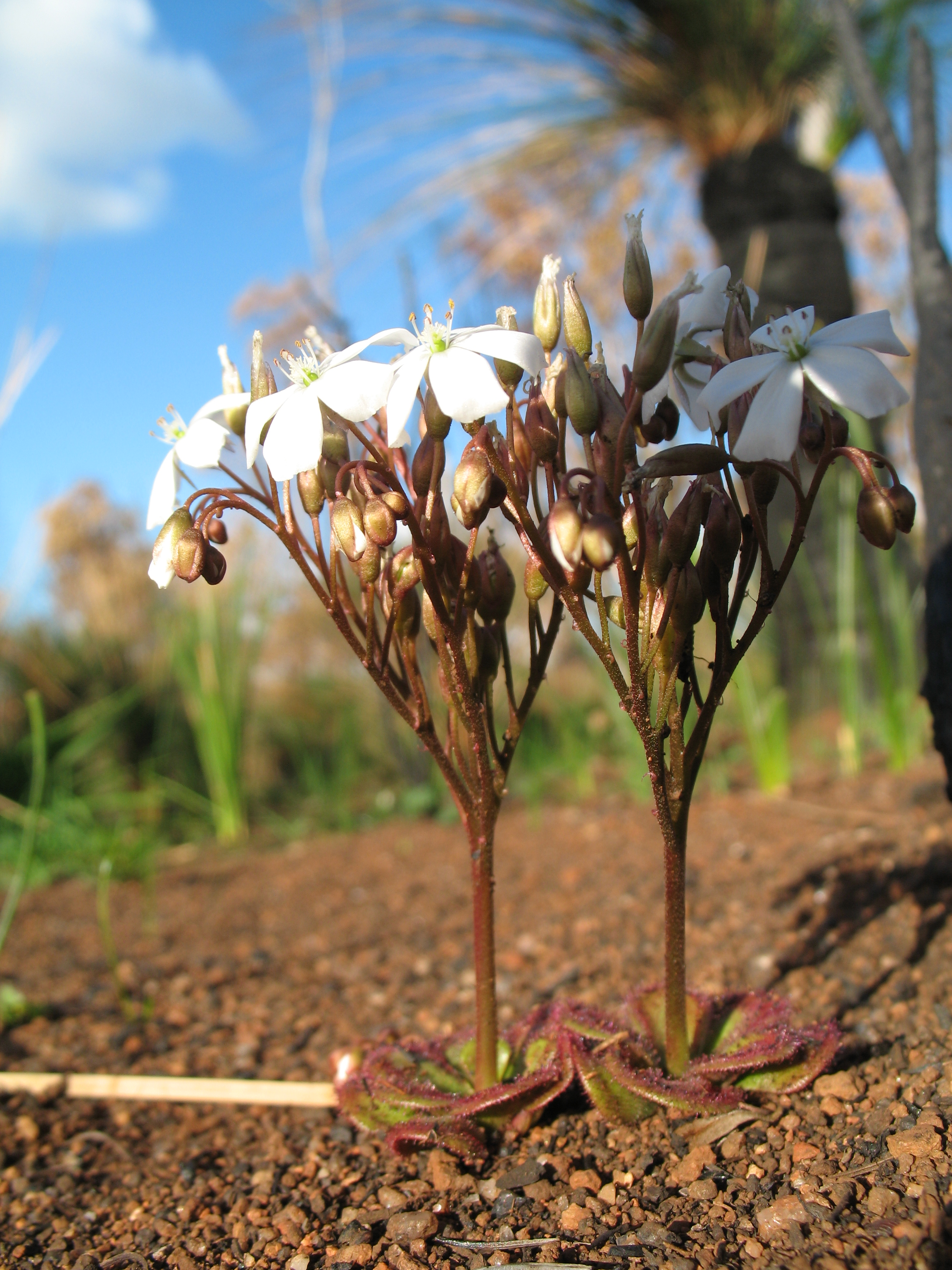